# Rhäden von Obersuhl und Auen an der mittleren Werra
Rhäden von Obersuhl und Auen an der mittleren Werra este o arie protejată (arie de protecție specială avifaunistică — SPA) din Germania întinsă pe o suprafață de 540,39 ha, integral pe uscat.

## Localizare
Centrul sitului Rhäden von Obersuhl und Auen an der mittleren Werra este situat la coordonatele 51°00′02″N 10°09′19″E / 51.0006°N 10.1553°E.

## Înființare
Situl Rhäden von Obersuhl und Auen an der mittleren Werra a fost declarat arie de protecție specială avifaunistică în martie 1992 pentru a proteja 49 de specii de animale.

## Biodiversitate
Situată în ecoregiunea continentală, aria protejată nu include niciun habitat protejat.
La baza desemnării sitului se află mai multe specii protejate de  păsări (49): lăcar-de-lac (Acrocephalus scirpaceus), pescăruș albastru (Alcedo atthis), rață sulițar (Anas acuta), rață lingurar (Anas clypeata), rață mică (Anas crecca crecca), rață fluierătoare (Anas penelope), rață cârâitoare (Anas querquedula), Anas strepera strepera, Anser albifrons albifrons, gâscă cenușie (Anser anser), gâscă de semănătură (Anser fabalis), fâsă de luncă (Anthus pratensis), Ardea cinerea cinerea, rață-cu-cap-castaniu (Aythya ferina), rața moțată (Aythya fuligula), buhai de baltă (Botaurus stellaris stellaris), chirighiță neagră (Chlidonias niger), barză albă (Ciconia ciconia ciconia), barză neagră (Ciconia nigra), erete de stuf (Circus aeruginosus), cristeiul de câmp (Crex crex), lebădă de iarnă (Cygnus cygnus), egretă albă (Egretta alba), presură de stuf (Emberiza schoeniclus), becațină comună (Gallinago gallinago), Grus grus grus, Ixobrychus minutus minutus, pescăruș râzător (Larus ridibundus), sitar de mal nordic (Limosa lapponica), Limosa limosa limosa, grelușelul-de-tufiș (Locustella fluviatilis), grelușel-de-zăvoi (Locustella luscinioides), Luscinia svecica cyanecula, becațină mică (Lymnocryptes minimus), gaia neagră (Milvus migrans), Numenius arquata arquata, vultur pescar (Pandion haliaetus), cormoran mare (Phalacrocorax carbo carbo), bătăuș (Philomachus pugnax), cresteț pestriț (Porzana porzana), Rallus aquaticus aquaticus, mărăcinar (Saxicola rubetra), Tachybaptus ruficollis ruficollis, fluierar negru (Tringa erythropus), fluierar de mlaștină (Tringa glareola), fluierar cu picioare verzi (Tringa nebularia), fluierarul de zăvoi (Tringa ochropus), fluierarul cu picioare roșii (Tringa totanus), nagâț (Vanellus vanellus).